# Isabel Meier
Isabel Meier (* 1966 in Zürich) ist eine schweizerische Filmeditorin.

## Leben
Isabel Meier war verantwortlich für den Schnitt der Dokumentarfilme Blue End (2000, Regie Kaspar Kasics), Balkan Melodie (2012, Regie: Stefan Schwietert) und Parcours d’Amour (2014, Regie Bettina Blümner). Auch für Serien und Spielfilme wurde sie engagiert, z. B. für die Fernsehreihe Tatort, für deutsche Produktionen wie z. B. Stiller Sommer (2013) von Nana Neul oder Lara (2019) von Jan-Ole Gerster sowie für internationale Produktionen wie Tulpan (2008) von Sergei Dworzewoi  und Love Island (2014) von Jasmila Žbanić. 
Für den Schnitt des Films Female Pleasure wurde sie 2019 für den Schweizer Filmpreis nominiert.
Meier ist Mitglied der Schweizer, der Deutschen und der Europäischen Filmakademie,

## Filmografie
- 2000: Die Unberührbare
- 2000: Blue End (Dokumentarfilm)
- 2001: Samsara – Geist und Leidenschaft (Samsara)
- 2002: Brombeerchen
- 2002: Das beste Stück (Fernsehfilm)
- 2003: Mein Name ist Bach
- 2006: Nachbeben
- 2006: Türkisch für Anfänger (Fernsehserie, 8 Folgen)
- 2006: Paris, je t’aime
- 2006: Tornado – Der Zorn des Himmels
- 2006: Eden
- 2007: Bende Sıra (Kurzfilm)
- 2007: Die Reise des chinesischen Trommlers (The Drummer)
- 2008: Tulpan
- 2008: Tandoori Love
- 2008: Kleine Verbrechen (Mikro Eglima)
- 2009: Was Du nicht siehst
- 2010: Satte Farben vor Schwarz
- 2012: Balkan Melodie (Dokumentarfilm)
- 2012: Draussen ist Sommer
- 2013: Stiller Sommer
- 2013: Tatort: Geburtstagskind (Fernsehreihe)
- 2014: Love Island
- 2014: Parcours d’Amour (Dokumentarfilm)
- 2016: Im Todestrakt (Shepards and Butchers)
- 2017: Tatort: Kriegssplitter
- 2018: Female Pleasure
- 2019: Lara
- 2019: Tatort: Der Elefant im Raum
- 2020: Letzte Spur Berlin (Fernsehserie, 2 Folgen)
- 2021: Himbeeren mit Senf
- 2022: Tatort: Borowski und die große Wut
- 2023: Tatort: Seilschaft
- 2023: Tatort: Blinder Fleck
- 2024: Jakobs Ross
- 2024: Mordnacht
- 2025: Karla